# Johnnie Burn

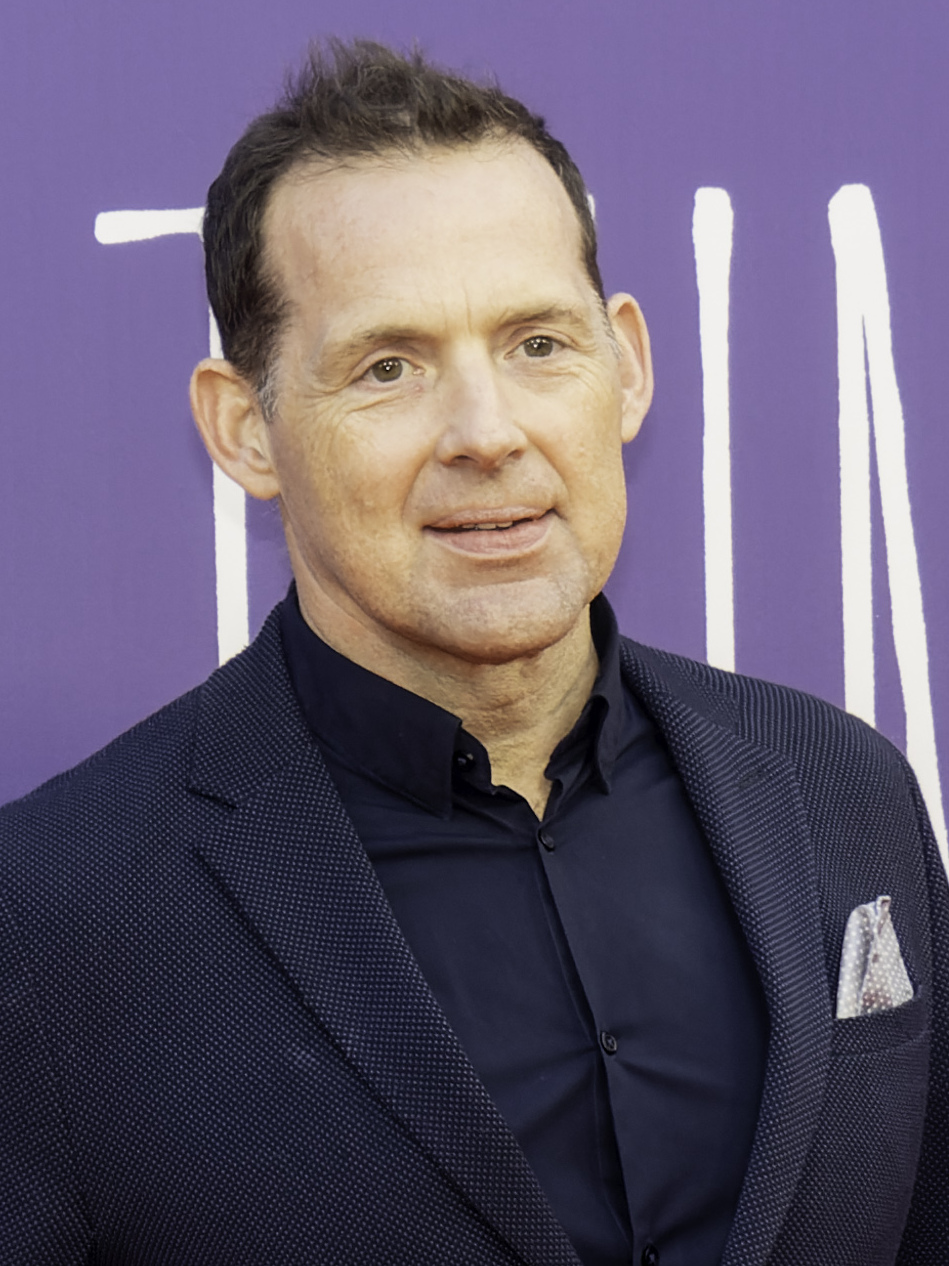
Johnnie Burn (2023)

Johnnie Maxwell Burn (* Mai 1970) ist ein britischer Tontechniker. Für seine Arbeit an The Zone of Interest wurde er 2024 mit einem Oscar ausgezeichnet.

## Leben und Wirken
Johnnie Burn begann zunächst ein Business-Studium an einer Universität in London, brach dieses jedoch ab. Ein Freund vermittelte ihm eine Arbeit bei einer Audio-Post-Produktionsfirma, wo er seine Karriere im Sound Design begann. In den ersten Jahren arbeitete Burn zunächst vor allem an Musikvideos und kreierte beispielsweise auch den Skype-Klingelton, bevor er zum Film kam.
1998 lernte Burn den Regisseur Jonathan Glazer kennen und arbeitete mit ihm für den Ton am Film Birth zusammen. Auch in den folgenden Jahren arbeitete er weiter mit Glazer zusammen und wurde Sound Designer, Supervising Sound Editor und Re-recording Mixer für dessen Film Under the Skin, der 2013 erschien. Durch seine Arbeit mit Glazer lernte Burn auch Giorgos Lanthimos kennen, bei dessen Filmen er fortan ebenfalls für den Ton verantwortlich war.
Gemeinsam mit Warren Hamilton gründete Burn 1999 Wave Studios. Die Hauptarbeit des Studios liegt in der Werbung, jedoch auch bei Kurzfilmen und Filmen.
Für ihre Arbeit an The Zone of Interest wurden Burn und Tarn Willers 2024 mit einem BAFTA und einem Oscar in der Kategorie Bester Ton ausgezeichnet.
Burn ist verheiratet, hat zwei Kinder und lebt in Brighton.

## Filmografie
- 1992: Weekender (Kurzfilm)
- 2004: Birth
- 2012: Payback Season
- 2012: The Devil’s Dosh (Kurzfilm)
- 2012: St George’s Day
- 2013: Warrioress – Kriegerinnen des Lichts (Warrioress)
- 2013: Under the Skin
- 2015: A Plea for Grimsby (Kurzfilm)
- 2015: The Lobster
- 2015: Anchor (Kurzfilm)
- 2017: Ghost in the Shell
- 2017: The Killing of a Sacred Deer
- 2018: Vor uns das Meer (The Mercy)
- 2018: The Favourite – Intrigen und Irrsinn (The Favourite)
- 2019: Olla (Kurzfilm)
- 2019: Nimic (Kurzfilm)
- 2019: Waves
- 2020: Ammonite
- 2022: Nope
- 2023: The Zone of Interest
- 2023: Poor Things
- 2024: September & July (September Says)